# Peter Pan (comédie musicale, 1954)
Pour les articles homonymes, voir Peter Pan (homonymie) et Peter Pan (comédie musicale, 1950).
Peter Pan est une comédie musicale américaine, lyrics de Carolyn Leigh, musique de Mark Charlap, adaptée de l’œuvre homonyme de  J. M. Barrie et créée le 20 octobre 1954 au Winter Garden Theatre de New York avec Mary Martin et Cyril Ritchard dans les rôles principaux.
À la suite des mauvaises critiques lors de la pré-tournée, le metteur en scène Jerome Robbins demanda à Betty Comden, Adolph Green et Jule Styne de nouvelles chansons afin d'agrémenter le spectacle, qui remporta ainsi un grand succès à Broadway.

## Fiche technique
- Titre : Peter Pan
- Livret d'après la pièce-homonyme de  J. M. Barrie (1904) et sa nouvelle Peter and Wendy (1911)
- Lyrics : Carolyn Leigh, Betty Comden, Adolph Green
- Musique : Mark Charlap, Jule Styne
  - Musique additionnelle : Elmer Bernstein et Trude Rittmann (en)
  - Orchestrations : Albert Sendrey
  - Direction musicale  : Louis Adrian
- Chorégraphie et mise en scène : Jerome Robbins
- Décors : Peter Larkin
- Costumes : Motley
- Lumières : Peggy Clark
- Producteur : Richard Halliday
- Date d'ouverture : 20 octobre 1954 au Winter Garden Theatre de Broadway
- Date de fermeture : 26 février 1955
- Nombre de représentations consécutives : 152

## Distribution de la création
- Mary Martin : Peter Pan
- Cyril Ritchard : Captain Hook (capitaine Crochet) / Mr Darling
- Margalo Gillmore : Mrs. Darling
- Kathleen Nolan : Wendy Darling
- Robert Harrington : John Darling
- Joseph Stafford : Michael Darling
- Sondra Lee : Tiger Lily (Lily la tigresse)
- Joe E. Marks : Smee (M. Mouche)

Note : Comme le veut la tradition depuis la création de la pièce, Peter Pan est interprété par une femme (rôle travesti) et c'est le même comédien qui joue Crochet et M. Darling.

## Numéros musicaux
- Ouverture (Charlap-Styne)

Acte I
- Tender Shepherd (Leigh/Charlap) - Wendy, John, Michael et Mrs. Darling
- I've Gotta Crow (Leigh/Charlap) - Peter Pan
- Never Never Land (Comden-Green/Styne) - Peter Pan
- I'm Flying (Leigh/Charlap) - Peter Pan, Wendy, John, Michael

Acte II
- Pirate Song (Leigh/Charlap) - le Capitaine Crochet et les pirates
- A Princely Scheme (Hook's Tango) (Leigh/Charlap) - le capitaine Crochet et les pirates
- Indians! (Charlap) - Tiger Lily et les Indiens
- Wendy  (Comden-Green/Styne) - Peter Pan et les Garçons perdus
- Another Princely Scheme (Tarantella) (Leigh/Charlap) - le capitaine Crochet et les pirates
- Neverland Waltz (Comden-Green/Styne) - Liza
- I Won't Grow Up (Leigh/Charlap) - Peter Pan et les Garçons perdus
- Mysterious Lady (Comden-Green/Styne) - Peter Pan et le capitaine Crochet
- Ugg-a-Wugg (Comden-Green/Styne) - Peter Pan, Tiger Lily, les enfants et les Indiens
- The Pow-Wow Polka (Comden-Green/Styne) - Peter Pan, Tiger Lily, les enfants et les Indiens
- Distant Melody (Comden-Green/Styne) - Peter Pan

Acte III
- To the Ship  (Leigh/Charlap) - Peter Pan et compagnie
- Hook's Waltz (Comden-Green/Styne) - le capitaine Crochet et les pirates
- The Battle  (Leigh/Charlap) - Peter Pan, le capitaine Crochet compagnie
- I Gotta Crow (reprise)
- Tender Shepherd (reprise) - Wendy, John et Michael
- I Won't Grow Up/We Will Grow Up (Leigh/Charlap) - la famille Darling et les Garçons perdus
- Never Never Land (Comden-Green/Styne) - Peter Pan

## Distinctions

### Récompenses
- Tony Award 1955 de la meilleure actrice dans une comédie musicale : Mary Martin
- Tony Award 1955 du meilleur acteur dans un second rôle pour une comédie musicale : Cyril Ritchard
- Tony Award 1955 du meilleur technicien de scène : Richard Rodda

## Adaptations
- Cette comédie musicale a été adaptée en français par Alain Marcel en 1991 au Casino de Paris avec Fabienne Guyon (Peter Pan) et Bernard Alane (Crochet). Une nouvelle adaptation française signée Nicolas Engel est créée en 2025 au Théâtre Saint-Denis (Montréal), dans une mise en scène de Luc Guérin.
- Plusieurs autres comédies musicales ont été écrites sur le même sujet, les plus connues étant celles mises en musique par Jerome Kern (1924) et  Leonard Bernstein (1950).